# Silici sobre aïllant

Fig.1 Tecnologia SOI

Silici sobre aïllant (SOI en anglès) és una tecnologia de fabricació de circuits integrats que utilitza una capa d'aïllant sobre silici com a substrat. El procés convencional és una capa de silici com a substrat. Amb la tecnologia SOI s'aconsegueix reduir les capacitat paràsites. La capa aïllant està formada per diòxid de silici o safir depenent de les prestacions requerides, safir s'utilitza en aplicacions de ràdiofreqüència.

## Evolució industrial
La implantació de la tecnologia SOI ve donada per la necessitat de la contínua miniaturització dels dispositius electrònics, també coneguda com la llei de Moore. La tecnologia SOI reporta els següents avantatges:
- Capacitat paràsita més baixa.
- Major resistència al latch-up
- Pot treballar a menor tensió d'alimentació VDD.
- Menor dependència de la temperatura.
- Menors corrents de fuita.

## Implementacions
- L'any 2000, IBM amb el processador RS64-IV
- L'any 2001, AMD amb diferents processadors.
- L'any 2001, Freescale amb diferents processadors.